# Tonmetergewicht
Het tonmetergewicht is het gewicht van een spoorwegvoertuig in tonnen, gedeeld door de lengte ervan. Het wordt berekend door het totaalgewicht van een spoorwegvoertuig (inclusief lading) te delen door de lengte van een voertuig van buffer tot buffer en heeft als eenheid ton per meter (t/m). Tezamen met de aslast vormt het tonmetergewicht de beladingsklasse. De beladingsklasse wordt gebruikt om te bepalen op welke baanvakken een spoorwegvoertuig toegelaten is.
Bruggen en andere kunstwerken in de onderbouw van een spoorweg kennen soms een snelheidsbeperking voor treinen met een hoge beladingsklasse.